# Se ho vinto, se ho perso
Se ho vinto, se ho perso è un album dei Kina pubblicato nel 1989.

## Il disco

### La cover
La canzone che si sente sulla traccia 9 è Occupazione dei torinesi 5° Braccio, dall'album Blackout a Torino (1982).

## Tracce
1. Musica Kaos / Sfoglio I Miei Giorni
2. Camminando Di Notte
3. Intermezzo / Cosa Farete
4. Improvvisando In Studio
5. Questi Anni
6. Intro
7. Quanto Vale
8. Occhi Sbarrati
9. Occupazione (5° Braccio)
10. La Forza Del Sogno
11. Occhi Di Rana
12. Non Credere / Gong